# Brancourt-en-Laonnois
Brancourt-en-Laonnois település Franciaországban, Aisne megyében. Lakosainak száma 710 fő (2022. január 1.). Brancourt-en-Laonnois Bassoles-Aulers, Prémontré, Quincy-Basse, Wissignicourt és Anizy-le-Grand községekkel határos.

## Népesség
A település népességének változása:
| Lakosok száma | 374  | 536  | 710  | 644  | 706  | 705  | 708  | 721  | 726  | 710  |
|               | 1968 | 1982 | 1990 | 2006 | 2013 | 2015 | 2017 | 2019 | 2020 | 2022 |